# 未来 (AV女優)
未来（みらい、1983年12月12日 - ）は、日本のAV女優。ゼロサムプロダクション所属。
趣味・特技は、ピアノと料理。

## 略歴
2006年4月、『First Impression 11』（アイデアポケット）でAVデビュー。
2008年9月、ダイゾープロモーションよりゼロサムプロダクションへ移籍し、「くるみ」と改名。

## 作品

### アダルトビデオ
「未来」名義
2006年
- First Impression 11（4月1日、アイデアポケット）
- マックスモザイク（5月1日、アイデアポケット）
- バーチャルEX 爆乳ナースの痴女看護（6月1日、アイデアポケット）
- ANGEL BEAUTY（7月1日、アイデアポケット）
- GLAMOROUS LIP 舐めまくり口淫唾液痴女10（8月1日、アイデアポケット）
- MAX SOAP QUEEN（9月1日、アイデアポケット）
- DIGITAL CHANNEL DC30（10月1日、アイデアポケット）
- 性教育科女教師（11月1日、アイデアポケット）
- 美女と野汁（12月1日、アイデアポケット）共演:大城舞衣子
- DIGITAL CHANNEL 大城舞衣子（12月1日、アイデアポケット）共演:大城舞衣子

2007年
- 未来がサポート アナタのオナニータイム（2月7日、プレミアム）
- プレミアデジタルモザイク Vol.020（3月7日、プレミアム）
- 発情爆乳マイワイフ（4月7日、プレミアム）
- 爆乳フライトアテンダント（5月7日、プレミアム）
- 絶賛（6月1日、アイデアポケット）
- 爆乳ハイパーデジタルモザイク（6月13日、MOODYZ）
- パイパン肉便器（8月13日、MOODYZ）
- kira☆kira SPECIAL 3MIX★FUCK（8月25日、kira☆kira）共演:寧々、美神ルナ
- ANGEL BEAUTY COLLECTION（9月1日、アイデアポケット）共演:三浦亜沙妃、MIMI、今野梨乃、歩原らいと
- MAX MOSAIC PREMIUM BEST VOL.1～10（10月1日、アイデアポケット）共演:三浦亜沙妃、綾瀬ちづる、今野梨乃、歩原らいと
- 未来遺産（11月1日、アイデアポケット）
- 夫の目の前で犯されて- 標的、巨乳セレブ（11月7日、アタッカーズ）
- 不倫妻に逢いました VOL.10 未来 26歳（12月14日、カピバラ）
- 18’s SLAVE女子校生陵辱ファイル（12月15日、ジェイモデル）他出演:元木ひなよ、百瀬ゆうな、渡瀬ユカ、新川舞美、大沢舞、加瀬あゆむ、田中美久、瞳れん
- AV女優グランプリ（12月25日、トップワン）他出演:滝沢優奈、佐藤江梨花、大塚ひな、持田茜、清原りょう、あずま樹、翔田千里、YOKO、AYA

2008年
- ANIMALIJO Jカップ、爆乳くびれクィーンFUCK（1月1日、ANIMALIJO）
- 巨乳輪姦調教レイプ 私が奴隷に堕ちるまで…。（1月7日、アタッカーズ）
- W-QUEEN（1月20日、ジェイモデル）共演:佐藤江梨花
- 狂愛相姦 娘の男と寝る母（1月28日、グラフィティジャパン）共演:翔田千里
- すごいカラダの接吻とセックス（2月19日、ドグマ）
- ウェイトレス未来がオナニーサポートしてあげる（2月29日、メディアバンク）
- 未来 VS（3月21日、メディアバンク）
- 陵辱・拘束・絶頂。Burrying（4月7日、桃太郎映像出版）
- 女怪盗 女豹7 懸けられた賞金首（5月7日、アタッカーズ）共演:如月カレン、寧々
- 社長令嬢中出しレイプ お願い、膣内に出さないで!（8月7日、アタッカーズ）
- ふたなり美女レズ絶頂激々射精（8月25日、OPERA［オペラ］）共演:澄川ロア
- ANIMALIJO 美熟女6人の濃厚セックス4時間 2（9月1日、ANIMALIJO）他出演:風間ゆみ、平瀬りょう、流川純、山崎亜美、麻生岬
- 奇跡の激イキ初アナル中出しSEX（9月25日、OPERA［オペラ］）
- 秘密の最高級癒し空間 爆乳親子ソープ（11月1日、V（ヴィ））共演:風間ゆみ
- 爆乳がウズウズしちゃうの。（11月19日、乱丸）
- 最初で最後の未来&トリプルシーメール大乱交OPERAスペシャル（11月25日、OPERA［オペラ］）共演:愛間みるく、月野姫、まなか

2009年
- 熟女達の秘めたる楽しみ フィーリングレズビアン Ⅵ（2月29日、グラフィティジャパン）

「くるみ」名義
2009年
- 爆乳揉みしだき くるみ（1月10日、光夜蝶）
- 兄嫁奴隷 ～卑猥なJカップ～ くるみ（2月19日、タカラ映像）
- 巨乳人妻ソープランド（2月19日、YeLLOW）共演:北島玲、辻本りょう、山崎まりあ
- Jカップと制服（キャビンアテンダント）と中出し（4月5日、NON）
- 手コキでベロちゅ～ 6（4月19日、YeLLOW）他出演:小坂めぐる、石川みずき、七瀬ゆうり、水城ひかり、宮崎あい、矢沢もえ、桜井エミリ、辻本りょう、山崎まりあ、仲村ろみひ、上原まみ
- 究極ボディ凌辱トリプル乱交レイプ（4月25日、ダスッ!）共演:水城奈緒、堀口奈津美
- レズびぁ～ん。（5月16日、MAXING）共演:高原智美、美藤れん
- 第1回 健康成年男子6000人にアンケートをとりました！ アナタが選ぶスケベ～な妄想ベスト10!!（5月19日、ROOKIE）共演:仲村ろみひ、水森あおい
- 女子校生レイプ中出し 7（5月19日、ミスター･インパクト）他出演:あすかみみ、星野あや、宝生優果、つぼみ
- こだわりの手コキ 4時間SP12 35人のハンドメイド（6月15日、隼エージェンシー）他34名出演
- フェラコレ2009夏SP 30人のフェラジェンヌ（7月15日、隼エージェンシー）他29名出演

2010年
- オペラ5周年記念DVD24時間6枚組（12月25日、オペラ）他多数出演

2011年
- 連続絶頂アクメ 快感地獄（2月11日、クリスタル映像）他出演:姫村ナミ、白澤静香、宮嶋唯

2012年
- TOHJIRO・体液ベストセレクション No1 （1月19日、ドグマ）…オムニバス作品 他出演:つぼみ、紅音ほたる、浜崎りお、妃乃ひかり、泉まりん、夏芽涼、大沢佑香、工藤れいか、鮎川なお、京野明日香、園原りか、村上里沙、綾瀬桃子、愛音まひろ、真崎寧々、若槻朱音

## テレビ
- エロパラNight（GyaOジョッキー、2008年1月22日放送分）
- ビ〜チ9（テレビ埼玉、2013年10月5/12/19/26日放送分）